# Oromci
Oromci (oromski: Oromoo - u prijevodu Snažni, nekoć zvani Galla, geez: ኦሮሞ; ’Oromo; engleski: Oromo) je naziv za afričku entičku grupu iz Etiopije, sjeverne Kenije, i u manjoj mjeri nekih dijelova Somalije. S 30 milijuna pripadnika, oni predstavljaju najveću pojedinačnu etničku skupinu u Etiopiji (oko 34,49% stanovništva prema popisu stanovništva iz 2007.)  Njihov materinji jezik je oromski (kojeg se još zove Afan Oromo i Oromifa), on je dio kušitske porodice afrazijskih jezika.
Tradicionalno se Oromci bave stočarstvom i poljodjelstvom. U južnoj Etiopiji i sjevernoj Keniji većinom žive kao nomadski stočari.
Katoličke misije u Oromiji osim prve evangelizacije rade i na obrazovanju, pomaganju siročadi i majkama te projektima za poboljšanje poljodjelstva. Nastoje pomoći nomadskim Oromcima razviti poljoprivredu, učeći ih uzgajati poput moringe, snažne biljke koja je dobar izvor hrane, i bijeli grah. Time Oromcima omogućuju raznolikuju prehranu od tradicionalne oromske prehrane temeljene samo na mlijeku i žitaricama. U Oromiji djeluje apostolska prefektura u gradu Robeu.

## Podrijetlo
Oromci su jedan od naroda kušitske govorne skupine koji žive na sjeveroistoku i istoku Afrike. Kušiti su nastanjivali dijelove sjeveroistočne i istočne Afrike od pamtivijeka, a sasvim izvjesno zadnjih nekoliko tisućljeća  (Prouty et al., 1981). Oromci žive pretežno u Etiopiji (99%), ali ih ima i preko granica Etiopije u sjevernoj Keniji, čak i prema jugu sve do Otoka Lamu. Oromci predstavljaju jednu od najvećih grupa Kušita koji nastanjuju Rog Afrike te otprilike 40% stanovnika Etiopije po popisu 2015. godine. Njihova fizička obilježja, kultura, jezik i drugi dokazi nedvojbeno upućuju na činjenicu da su autohtoni u ovom dijelu Afrike. 
Iako podrijetlo Oromaca još nije u potpunosti istraženo, jedno je sigurno: još u pradavna vremena lutali su etiopskim pašnjacima kao nomadski pastiri, odnosno naginjali su pastoralističkom/nomadskom ili poluagrikulturalističkom načinu života. Iz njihove usmene predaje, običaja i kulture da se zaključiti da su u nekom obliku suživota živjeli na Rogu Afrike uz semitska plemena već od 6. stoljeća. Već od ranog srednjeg vijeka Oromci su zauzeli neka područja juga Etiopije. Prema teorijama nekih znanstvenika, njihova pradomovina bilo je vjerojatno područje Borana u središnjoj Keniji.
Zabilježeno je da su tijekom prvog tisućljeća pripadnici nomadskih Oroma s područja Etiopije pravili prve energetske pločice. Pripremali su ih od mljevene kave i životinjske masti.
Iz svojih vjerojatno izvornih staništa u južnoj Etiopiji proširili su se u 16. stoljeću.
Mnogi povjesničari vjeruju da su oromski klanovi (Bale) živjeli na južnom vršku današnje Etiopije više od tisuljeća. Smatraju da je "Velika trgovina" utjecala na kretanje naroda Oroma te dovela većinu Oroma do današnje središnje i zapadnje Etiopije u 16. i 17. stoljeću. Povijesni zemljovidi drevnog Aksuma/Abesinskog Carstva i Adalskog Sultanata pokazuju da su Oromci novopridošlice u suvremenu središnju Etiopiju. 
Tijekom rečenog 16. stoljeća, za vrijeme ratova između Sultanata Adal i Etiopije (agresija Ahmada Granja na Etiopiju), Oromci su iskoristili bezvlađe koje je zavladalo na Etiopskoj visoravni i prodrli duboko na sjever, na teritorije povijesnih etiopskih pokrajina; Arsi, Šoa, Velega, Godžam, Hararge i Volo. Etiopski monah Abba Bahrej, prvi je pisao o Oromcima (on ih je zvao Galla, danas se taj naziv drži za pejorativan), u svojoj Povijesti Galla (1593.). Smatrao je da su se Oromci uspjeli zahvaljujući svojoj vrlo učinkovitoj plemenskoj vojnoj organizaciji - Sustavu Gada. To je omogućilo Oromskim plemenima da se kombinacijom vojnih i miroljubivih metoda brzo prošire po Etiopiji, jer su imali zahvaljujuću Sustavu Gada klasu ratnika obučenih i koordiniranih, koja je nedostajala etiopljanima.
Broj Oromaca rastao je oromiziranjem naroda koje su pokorili, prihvatili u qomo (klan) u procesu znanom kao mogasa i gudifacha. Kolektivnim usvajanjem, pridruženim su skupinama dani novi rodoslovi te su počeli brojiti svoje putativne pretke isto tako kao i njihovi rođaci po usvajanju.
Oromci su se počeli integrirati u etiopsko društvo (to se je u prvom redu odnosilo na vladajuće i najbliže Amharce) već od 18. stoljeća. Tako su mnogi oromski odličnici stekli visoke položaje i moć na etiopskom dvoru, osobito za vrijeme vladavine cara  Joasa I. (1755. – 1769.). Tad je oromski jezik postao službeni jezik carskog dvora u Gondaru. Time je otpočelo doba koje je poznato kao Zemene Mesafint. To je bilo doba relativnog bezvlašća u Etiopiji, odnosno smanjenja središnje vlasti, u kojem su su se brojni pokrajinski vladari međusobno borili za što veći teritorij. U sjeni ovih sukoba bili su Oromci iz plemena Jeju, koji su upravljali ovim sukobima pa i samom politikom etiopskog dvora. To stanje trajalo je do početka 20. stoljeća U istom periodu mnogi Oromci su prešli na kršćanstvo kako bi se što više zbližili s etiopskom dvorskom elitom.
Smatra se da su se Oromci integrirali s domorodačkim narodima Kraljevstva Damota, Kraljevstva Enareje, Sultanata Showe, Sultanata Bale, naroda Guraža i dr. Matična imena teritorija nadomjestila su imena oromskih klanova koji su ih osvojili dok su od tih naroda napravljeni gabarosi (kmetovi).

## Oromci danas
Etiopska vlada danas sprovodi grubu represiju nad Oromcima. Od kraja 2015. godine pa do kraja kolovoza 2016. ubila je više od tisuću Oromaca. Zbog tih represija Oromci svakodnevno prosvjeduju protiv etiopske države i premijera koji žele proširiti glavni grad Adis Abebu na zemlju Oromaca. Otkako su se Oromci pobunili protiv tog nasilnog zadiranja u oromski etnički prostor, krenula je serija ubojstava, uhićenja, zatvaranja i mučenja u zatvorima. Vlasti šalju vojsku na nenaoružani oromski narod. Oromci žive u stalnom strahu, tako da svaki put kad netko pokuca na vrata, pomisle da vojska dolazi po njih. Brojni ubijeni, uhićeni i mučeni prosvjednici su djeca mlađa od 18 godina. Od studenoga 2015. godine do kolovoza 2016. etiopska vlada je ubila 400 (i to samo u okružju glavnog grada ), a ranila više od tisuću ljudi koji su sudjelovali u oromačkim prosvjedima. Samo u srpnju 2016. pripadnici osiguranja pucali su na prosvjednike na masovnom prosvjedu i ubili 100 ljudi. Organizacije za zaštitu ljudskih prava objavile su kako je dosad ubijeno više stotina ljudi. 
Oromci su za vrijeme tih masakra radili znak rukama u obliku slova "X". Taj znak rukama simbol je borbe naroda Oromaca protiv vlasti u Etiopiji.
Pozornost šire svjetske javnosti na oromski je problem skrenuo etiopski maratonac Feyisa Lilesa koji je na Olimpijskim igrama u Rio de Janeiru 2016. osvojio srebrno odličje. U završnici srebrne utrke pri ulasku u cilj napravio je isti taj znak rukama u obliku slova X. Novinarima je obrazložio svoj postupak i izjavio zabrinutost da bi mogao imati velikih problema. Prenio im je svoja strahovanja da su mu uhićeni članovi obitelji, da će njega vlasti ubiti kad dođe kući, a ako ga ne ubiju, strahuje da će ga poslati u zatvor, a ako ga ne pošalju u zatvor zaustavit će ga već u zračnoj luci te zbog toga želi preseliti u neku drugu zemlju. Lilesa je već dobio ponudu nekih prijatelja da preseli u njihove države. Lilesina strahovanja nisu se pokazala neutemeljena: premda je osvojio medalju, etiopska televizija nije prikazala njegov ulazak u cilj kojim je iskazao podršku svom potlačenom narodu.
Početkom listopada 2016. u gradu Bishoftu, u području Oromije, oko 40 kilometara južno do glavnoga grada Adisa Abebe, održao se godišnjem vjerskom festivalu zahvalnosti Irrecha na kojem su se okupile tisuće ljudi. Svjetina je klicala "Hoćemo slobodu" i "Hoćemo pravdu" te spriječilo govore čelnike zajednice za koje drže da su bliski vladi. Dio je prosvjednika mahao crvenom, zelenom i žutom zastavom pobunjeničke skupine koju vlada smatra terorističkom organizacijom, Oromskog oslobodilačkog fronta. Policija je uporabila suzavac i zapucala u zrak radi rastjerivanja protuvladinih prosvjednika. Nastao je stampedo, a dio je prosvjednika pao u duboki jarak. Poginulo je više od 50 ljudi.

## Etnografija
Oromci se sastoje od brojnih skupina i plemena: Barentu, Tulama, Macha, Arsi, Borana, Guji, Ittu, Karayu, Raya Oromo, Sakuye, Welega ili Wallagga, Wollo Oromo, Waata, Munyoyaya,  Harar Oromo,  Afran Qallo.

## Jezik
Oromski ili gala se govori uglavnom u Etiopiji i sjevernoj Keniji. Pripada kušitskoj grani afro-azijskih jezika i blisko je srodan somalskom jeziku. Ima mnogo narječja, koja unatoč velikoj različitosti ne priječe međusobno razumijevanje. Osobina je većine afro-azijskih jezika. Flektivan je jezik, složena suglasničkog sustava. Od rodova razlikuje muški i ženski rod. Sintaktičke kategorije su poredane redom S(ubjekt) O(bjekt) V (glagol).

## Vjera
Prevladavaju tri vjerska opredjeljenja. Malo više od polovine Oromaca (oko 55%) su muslimani sunitski muslimani, slijede Oromci koji su monofizitski kršćani (Etiopska ortodoksna crkva). Na jugu se zadržala manjinska zajednica koja je zadržala starija animistička vjerovanja.

## Politika
Oromci danas djeluju preko Kongresa naroda Oroma. Njegov predsjednik Merera Gudina čelnik je etiopske oporbe. Druge organizacije su Oromske narodne demokratske organizacije i Oromskog oslobodilačkog fronta.

## Vanjske poveznice
- Oromo  Arhivirana inačica izvorne stranice od 31. svibnja 2010. (Wayback Machine) (engl.)